# Al-Layl
Al-Layl (La Notte) è la novantaduesima Sura del Corano, una sura meccana composta da 21 versetti. Questa sura tratta principalmente della dualità del bene e del male, dell'importanza delle azioni virtuose e della ricompensa divina per coloro che credono e compiono il bene.

## Contenuto
- Giuramento Divino sulla Notte: La sura si apre con un giuramento divino sulla notte e sulla sua oscurità, sottolineando l'importanza simbolica di questo periodo per l'umanità.
- La Dualità del Bene e del Male: Viene esaminata la dualità dell'uomo, con alcuni che seguono la retta via e compiono azioni virtuose mentre altri scelgono il male e compiono azioni ingiuste.
- Ricompense e Punizioni: Viene sottolineata la promessa di ricompense per coloro che credono e compiono il bene, mentre viene avvertita la punizione per coloro che rifiutano la fede e compiono il male.

## Analisi
La Sura Al-Layl è significativa perché affronta la questione fondamentale della dualità morale dell'umanità, invitando gli individui a riflettere sulle proprie scelte e a perseguire il bene nelle loro azioni. Essa sottolinea la promessa di ricompense divine per coloro che credono e compiono il bene, mentre ammonisce sulla punizione per coloro che scelgono il male. La sura richiama alla responsabilità individuale di fronte a Dio e all'importanza delle azioni virtuose come via verso la ricompensa spirituale nella vita futura.